# Regentparkiet
De regentparkiet of bergparkiet (Polytelis anthopeplus) is een vogel uit de familie van de Psittaculidae (papegaaien van de Oude Wereld). Ze komen in het wild voor in Australië, voornamelijk in het zuidwestelijke deel van West-Australië en in de omgeving van Adelaide.

## Kenmerken
De regentparkiet is ongeveer 37 tot 42 centimeter groot en men kan de mannetjes en vrouwtjes makkelijk onderscheiden. Mannelijke exemplaren zijn over het algemeen geel, met verschillende schakeringen op het kopje, zijn rug is meestal groenkleurig en zijn snavel is meestal rood terwijl het vrouwtje over het algemeen meer groenig is van kleur, vooral aan de kop en het lichaam. Ook de staart is groen maar onderaan is het zwart. De regentparkiet werd voor het eerst in 1864 in Europa ingevoerd en ondergebracht in de dierentuin van Londen. De eerste broedresultaten werden behaald in 1880.

## Voortplanting
De vrouwtjes broeden gedurende ongeveer 21 dagen drie tot zes eitjes uit. Ze komt dan helemaal niet of erg weinig van het nest af; het mannetje voedert haar in die periode. Als de jongen zijn uitgekomen, worden ze door zowel het mannetje als het vrouwtje gevoerd. Tijdens deze periode kan men de vogels naast hun normale voeding ook meerdere keren per dag wat eivoer voorzetten, dat ze graag aan hun jongen voeren. De jongen vliegen uit op ongeveer 5 weken. De jongen zijn geslachtsrijp vanaf 2 jaar.

## Voedsel
Regentparkieten eten zaadmengsels voor grote parkieten. Ze lusten ook eivoer, fruit, gekiemde zaden en een kleine hoeveelheid insecten. Uiteraard horen de vogels altijd naar behoefte maagkiezel en grit op te kunnen nemen. Af en toe een verse wilgentak of een onbespoten fruitboomtak doet hun knaagbehoefte goed.
Deze vogels zijn van nature sterk. Ze kunnen bijvoorbeeld gerust in de gure winters overleven. Het is dus niet noodzakelijk om een binnenverblijf te maken. Wel om de gezondheid van de vogels te waarborgen moeten ze uit de tocht en vriezende kou gehouden worden.

## Verspreiding en leefgebied
De soort is endemisch in Australië en telt twee ondersoorten:
- P. a. anthopeplus: zuidwestelijk Australië.
- P. a. monarchoides: zuidoostelijk Australië.

## Status
De grootte van de populatie van de ondersoort anthopeplus wordt geschat op 20.000 vogels en die van monarchoides op 1500 vogels. Op de Rode lijst van de IUCN heeft deze soort de status niet bedreigd.